# Lipovka (Petrovsk)
|  | Per a altres significats, vegeu «Lipovka». |

Lipovka (en rus: Липовка) és un poble (un possiólok) de l'óblast de Saràtov, a Rússia, segons el cens del 2010 tenia 29 habitants. Pertany al districte municipal de Petrovsk.